# Ghostbusters (serie animata)
Ghostbusters è una serie televisiva a cartoni animati prodotta dalla Filmation ispirata all'originale serie televisiva The Ghost Busters del 1975.
La serie è nota anche come Filmation's Ghostbusters, per non confonderla con la serie animata The Real Ghostbusters.

## Produzione e trasmissione
Composta da 65 episodi, negli Stati Uniti venne trasmessa dal 1986 al 1988. 
In Italia invece fu trasmesso dalla fine degli anni ottanta fino ai primi anni novanta su Odeon TV, per poi essere replicata su svariate reti locali. È stata poi riproposta anche su Rai 1 e sui canali Cultoon e JimJam.

## Trama
Jack Kong, Eddie Spencer e il gorilla Grunt (Tracy the Gorilla nell'originale in inglese) sono una squadra di acchiappafantasmi. Il loro quartier generale è situato in una casa infestata nel centro di New York, tra due alti grattacieli. Oltre a loro, Futura, un'acchiappafantasmi viaggiatrice nel tempo, e Jessica Wray, una reporter del notiziario locale, sono due comprimari che aiutano spesso i protagonisti nelle loro missioni. All'interno della sede c'è il teschiòfono, un telefono parlante e scorbutico a forma di teschio; la schelevisione, un televisore parlante a forma di scheletro, Belfry, un pipistrello rosa parlante e la Fanta-Buggy, un'automobile parlante che viene puntualmente disturbata dagli Acchiappafantasmi mentre sta riposando. Gli Acchiappafantasmi intralciano i piani di conquista del mondo dello stregone Malefix (Prime Evil), il cui quartier generale, la Fantacentrale, è situato nella "Quinta dimensione". Quasi ogni storia si conclude con la schelevisione, a volte insieme ad altri comprimari come Belfry, che spiega la morale dell'episodio.

## Personaggi

### Protagonisti
- Jack Kong Jr.: È il protagonista della serie. Figlio del Jack Kong di The Ghost Busters. Jack è il capo del gruppo, proprio come suo padre. È spesso responsabile di idee per risolvere le difficoltà nel cacciare i fantasmi. Il suo naso pizzica sempre quando i fantasmi sono vicini. Voce: Gianfranco Gamba.
- Eddie Spencer Jr.: È il coprotagonista della serie. Figlio dell'Eddie Spencer di The Ghost Busters. Eddie, al contrario di Jack, ha spesso paura dei fantasmi. Al contrario del suo amico, Eddie è un po' grassottello e goffo, ma è capace di tirare fuori il gruppo dalle situazioni pericolose. Voce: Marco Balzarotti.
- Grunt (Tracy): Lo stesso gorilla di The Ghost Busters. Grunt è una scimmia fuori dal comune, molto creativa e con un cervello pari a quello di un genio della robotica: è stato lui infatti ad inventare tutte le armi degli acchiappafantasmi e nel suo zaino si nasconde un'infinità di trucchi e aggeggi che tirano fuori gli Acchiappafantasmi nelle situazioni di estremo pericolo, ed è inoltre dotato di una notevole forza fisica, che sfrutta per tirare fuori sé stesso e i suoi amici dai guai. Porta sempre un cappello, uno zaino da montagna e pantaloncini color kaki. Adora molto le banane. Nella versione italiana è capace di parlare, mentre nel doppiaggio originale si esprime perlopiù a grugniti. Voce: Enrico Maggi.

### Comprimari
- Jessica Wray: Una reporter del notiziario locale. Molto spesso è lei a fare le cronache delle avventure degli Acchiappafantasmi, indagando e a volte anche accompagnandoli. Voce: Marinella Armagni.
- Corky: Il giovanissimo figlio del fratello di Jessica. Veste una t-shirt arancione con il logo degli Acchiappafantasmi. Voce: Dania Cericola.
- Futura: Una ragazza molto bella dalla pelle color violacea che viene dal futuro: nel suo tempo è un'Acchiappafantasmi. Viaggia su uno scooter volante e parlante chiamato Fanta-Moto (Time Hopper). Voce: Elisabetta Cesone.
- Belfry: Un piccolo pipistrello rosa che può emettere un urlo sonico. Vuole sempre venire con gli Acchiappafantasmi, ma è ogni volta costretto a restare a casa con la scusa di badare all'ufficio. Jack sa, infatti, che sarebbe troppo pericoloso per lui venire con loro. Ma delle volte questo pipistrellino pestifero disobbedisce e finisce per cacciarsi nei guai. Belfry ricorda molto Pimpi di Winnie the Pooh. Voce: Paolo Torrisi.
- La Signora Perché (Mrs. Why): Una zingara veggente che vive in una roulotte e che aiuta gli Acchiappafantasmi attraverso la sua sfera di cristallo. Voce: Lisa Mazzotti.
- Fanta-Buggy (Ghost Buggy): La macchina parlante degli Acchiappafantasmi. Può assumere molte forme a seconda del viaggio che gli Acchiappafantasmi vogliono fare. Molte volte la vediamo dormire nel garage del quartier generale e si infuria quando gli Acchiappafantasmi cadono di peso sui sedili. Nutre un sentimento di amore/odio verso Grunt per il fatto di essere il più pesante (quindi più faticoso da portare) del trio. Voce: Antonello Governale.
- Teschiòfono (Ansabone): Il telefono parlante a forma di teschio. Quando gli Acchiappafantasmi ricevono una chiamata, il telefono comincia a rispondere per loro dicendo frasi tipo: "Qui gli Acchiappafantasmi, se li cercate siete fortunati, non sono in casa!". Voce: Sergio Masieri.
- Schelevisione (Skelevision): Il televisore parlante a forma di teschio. A volte mostra le vicende che gli Acchiappafantasmi dovranno realizzare in futuro. Lo vediamo quasi sempre alla fine di ogni episodio, con la lezione del giorno appresa dall'episodio. Voce: Sergio Masieri.
- Scioccorologio (Shock Clock): L'orologio a cucù parlante del quartier generale degli Acchiappafantasmi. Voce: Antonello Governale.
- Brillo (Fuddy): L'apprendista di Mago Merlino. Quando la luna è piena, Jack lo invoca chiedendogli di fare una magia per aiutarlo. Il problema è che pochissime volte la magia è quella che Jack si aspettava. Voce: Paolo Torrisi.
- Jack Kong Sr. ed Eddie Spencer Sr.: I padri di Jack ed Eddie sono gli attori originali del telefilm. O, meglio, le loro versioni animate. Le loro voci originali sono le stesse degli attori del telefilm.

### Antagonisti
- Malefix (Prime Evil): L'antagonista principale, uno stregone anche se sembra essere un robot con un teschio da androide e coperto da un mantello rosso. Malefix è dotato di molti poteri magici, come ad esempio quelli di scagliare palle di energia dalle dita, teletrasportare sé stesso e i suoi seguaci (anche nel tempo) o volare. Ha sempre delle difficoltà nel dire "Acchiappafantasmi", infatti dice sempre "Gli Achhhhh...Achhhhh...Acchiappafantasmi!!!". Voce Raffaele Farina.
- Fandonia (Fib Face): Un mostro a due facce che è sempre in lite con sé stesso.
- Fangster: Un lupo mannaro del futuro che porta scarpe da ginnastica alle zampe posteriori. È il membro più impulsivo e violento del gruppo di mostri al servizio di Malefix e non è particolarmente fedele al suo padrone (poiché in un episodio pianifica di tradirlo e prenderne il posto). Voce: Marco Balzarotti.
- Scuotiossa (Scared Stiff): Uno scheletro robot che somiglia in modo impressionante a C-3PO di Guerre stellari. Ha una voce stridula. È facilmente impressionabile e spesso viene ridotto da Malefix in mille pezzi, oppure cade all'indietro per la paura: si ricompone da solo altrettanto velocemente. Voce: Tony Severo.
- Vishid (Haunter): Un fantasma in tenuta da cacciatore di safari. È chiaramente ricalcato sulle figure dei colonialisti britannici, come dimostrano il suo forte accento inglese con tanto di erre moscia, i modi azzimati e la proverbiale flemma; spesso chiama Malefix "vecchio mio" in modo eccessivamente confidenziale, cosa che invariabilmente fa infuriare quest'ultimo. Il suo cappello si ingigantisce a comando diventando un comodo mezzo di trasporto e può essere usato per rapire qualcuno. Ha anche un monocolo dotato di poteri magici. Voce: Giovanni Battezzato.
- Ghigno (Brat-A-Rat): Una specie di ratto volante dalle larghe orecchie e dal corpo di lucertola, ma senza le gambe. È il lacché personale di Malefix e ha una voce molto stridula. Il suo nome è Ghigno perché appare sempre ghignando. Voce: Enrico Maggi.
- Mysteria: La signora delle nebbie. Ricorda molto Morticia della Famiglia Addams, con lunghi capelli scuri e un vestito violaceo che le scivola lungo il corpo. Ha il potere di generare nebbia e chiama tutti "tesoro". È molto vanitosa.
- Apparitia: Una maga che ricorda molto l'attrice Mae West e, come suggerisce il suo nome, può far apparire spiriti. Indossa un vestito rosso molto scollato e ha lunghi capelli verdi. Voce: Lisa Mazzotti.
- Sir Trance-A-Lot: Un cavaliere non morto. Il suo destriero è un cavallo-scheletro chiamato Incubo (Frightmare). Trance-A-Lot detiene la Lancia Trance, che spara un raggio in grado di far cadere tutti in uno stato di trance. Il suo nome è un riferimento a Lancillotto (Sir Lancelot). Voce: Enrico Maggi.
- Capitano Long John Spaventarazzi (Long John Scarechrome): Un pirata fantasma che ha un uncino di metallo ed una gamba dello stesso materiale. Parla con un accento "piratesco". Il suo nome è un riferimento al pirata Long John Silver. Voce: Roberto Colombo.
- Floatzart: Un fantasma basso di statura, con baffi e capelli rossi e che veste un frac a coda di rondine con tanto di papillon rosso e bacchetta da direttore d'orchestra, il suo potere è la musica, infatti si definisce un "maestro di musica della paura". Il suo nome è calcato sul modello di Wolfgang Amadeus Mozart, ma l'aspetto fisico ricorda più quello di Ludwig van Beethoven. Parla con un forte accento tedesco.
- Airhead: Una mummia un po' sovrappeso e tontolona che fa spesso battute agghiaccianti.
- Malecic (Big Evil): L'eterno rivale di Malefix, grasso, con orecchie a punta e quattro braccia, per il resto vestito in modo pressoché identico a Malefix. Voce: Roberto Colombo.
- Cyman: Un malvagio cyborg del futuro che vuole vendicarsi di Futura. È un cattivo indipendente da Malefix.

## Armi
- Smaterializzatore: Arma principale degli Acchiappafantasmi, rispedisce i fantasmi in una dimensione parallela nota come Limbo, ma non sempre funziona (ad esempio, Malefix è troppo potente per lo Smaterializzatore). A volte tende a rompersi, togliendo così gli Acchiappafantasmi dall'avere la vittoria in pugno.
- Fanta-Gommina: Spara il getto di una sostanza rosa incollante che immobilizza il nemico.
- Spettro-Corda: Spara una fune fatta apposta per intrappolare un fantasma.
- Bolla-Prigione: Spara una sostanza che sembra sapone che assume la forma di una gigantesca bolla di sapone che può intrappolare un fantasma.
- Rete smaterializzante: Una rete di energia che, messa lungo la Fanta-Buggy, fa ritornare i fantasmi nel Limbo se questi vengono a contatto con essa.
- Ghost-Pack: L'equipaggiamento standard che portano Jack ed Eddie con il loro logo. Quando è necessario, si trasforma anche in jet-pack. Grunt porta uno zaino più grande che ha mille sorprese tra cui anche una versione portatile della camera di trasformazione.
- La Camera di Trasformazione (Fantascensore) (Skelevator): Un ascensore fatto di ossa meccaniche situato nel quartier generale, dove Jack e Eddie si trasformano in Acchiappafantasmi. L'ascensore sale verso una specie di dimensione fantasma, dove i due vengono spogliati dei loro vestiti (lasciando solo la biancheria intima) e vestiti delle loro uniformi e dei Ghost-Pack. La sequenza delle trasformazioni è una serie di movimenti acrobatici (molto fluidi quelli di Jack, un po' più goffi quelli di Eddie). Dopo essersi trasformati, gli acchiappafantasmi prendono un trapezio che li fa scendere lungo uno scivolo. Da lì, saltano attraverso un vecchio materasso a molla e atterrano sulla Fanta-Buggy. Gli spettatori vedono tutta la sequenza o parte di essa, a seconda degli episodi. Non si vede però quando gli Acchiappafantasmi sono fuori dal loro quartier generale.

## Lista episodi
| N° | Titolo Originale                  | Titolo italiano                           | Prima TV USA      | Prima TV Italia |
| -- | --------------------------------- | ----------------------------------------- | ----------------- | --------------- |
| 1  | I'll Be a Son of a Ghostbuster    | Figlio di Acchiappafantasmi               | 8 settembre 1986  | 1987            |
| 2  | Frights of the Roundtable         | Paura attorno alla tavola rotonda         | 9 settembre 1986  | 1987            |
| 3  | No Pharaoh at All                 | La maledizione del Faraone                | 10 settembre 1986 | 1987            |
| 4  | The Secret of Mastodon Valley     | Il segreto di Mastodon Valley             | 11 settembre 1986 | 1987            |
| 5  | The Ones Who Saved the Future     | Missione: Salvare il futuro               | 12 settembre 1986 | 1987            |
| 6  | Witch's Stew                      | Stufato di strega                         | 15 settembre 1986 | 1987            |
| 7  | Mummy Dearest                     | Mia cara mummia                           | 16 settembre 1986 | 1987            |
| 8  | Wacky Wax Museum                  | Pazzo museo delle cere                    | 17 settembre 1986 | 1987            |
| 9  | Statue of Liberty                 | La Statua della Libertà                   | 18 settembre 1986 | 1987            |
| 10 | The Ransom of Eddie Spencer       | Il ricatto di Eddie                       | 19 settembre 1986 | 1987            |
| 11 | Eddie Takes Charge                | Eddie prende il controllo                 | 22 settembre 1986 | 1987            |
| 12 | The Great Ghost Gorilla           | Il grande gorilla fantasma                | 23 settembre 1986 | 1987            |
| 13 | A Friend in Need                  | Un amico in difficoltà                    | 24 settembre 1986 | 1987            |
| 14 | No Mo' Snow                       | Niente più neve                           | 25 settembre 1986 | 1987            |
| 15 | Prime Evil's Good Deed            | La buona azione di Malefix                | 26 settembre 1986 | 1987            |
| 16 | Cyman's Revenge                   | La vendetta di Cyman                      | 29 settembre 1986 | 1987            |
| 17 | The Headless Horseman Caper       | Il cavaliere senza testa                  | 30 settembre 1986 | 1987            |
| 18 | Banish That Banshee               | Abbasso la Banshee!                       | 1º ottobre 1986   | 1987            |
| 19 | Rollerghoster                     | Il parco dei fantasmi                     | 2 ottobre 1986    | 1987            |
| 20 | He Went Brataway                  | La rivincita di Ghigno                    | 3 ottobre 1986    | 1987            |
| 21 | The Looking-Glass Warrior         | Il guardiano degli specchi                | 6 ottobre 1986    | 1987            |
| 22 | Laser and Future Rock             | Rock & Raggi Laser                        | 7 ottobre 1986    | 1987            |
| 23 | Runaway Choo Choo                 | Il treno fantasma                         | 8 ottobre 1986    | 1987            |
| 24 | Dynamite Dinosaurs                | Dinosauri in pericolo                     | 9 ottobre 1986    | 1987            |
| 25 | Ghostbunglers                     | Pasticciafantasmi                         | 10 ottobre 1986   | 1987            |
| 26 | My Present to the Future          | Un regalo per il futuro                   | 13 ottobre 1986   | 1987            |
| 27 | The Beastly Buggy                 | La migliore auto da corsa                 | 14 ottobre 1986   | 1987            |
| 28 | Belfry Leads the Way              | Tutti dietro a Belfry                     | 15 ottobre 1986   | 1987            |
| 29 | The Battle for Ghost Command      | Battaglia per il quartier generale        | 16 ottobre 1986   | 1987            |
| 30 | Going Ape                         | Tutta colpa di Monsieur Grunt             | 17 ottobre 1986   | 1987            |
| 31 | The Haunting of Gizmo             | La caccia di Gizmo                        | 20 ottobre 1986   | 1987            |
| 32 | Ghostnappers                      | Al salvataggio della Signora Perché       | 21 ottobre 1986   | 1987            |
| 33 | Inside Out                        | Inside Out                                | 22 ottobre 1986   | 1987            |
| 34 | The Sleeping Dragon               | Il drago addormentato                     | 23 ottobre 1986   | 1987            |
| 35 | The Phantom of the Big Apple      | Il fantasma della Grande Mela             | 24 ottobre 1986   | 1987            |
| 36 | Shades of Dracula                 | L'ombra di Dracula                        | 27 ottobre 1986   | 1987            |
| 37 | Outlaw In-Laws                    | Parenti fuorilegge                        | 28 ottobre 1986   | 1987            |
| 38 | Our Buddy Fuddy                   | La bacchetta magica                       | 29 ottobre 1986   | 1987            |
| 39 | Train to Doom-De-Doom-Doom        | Fantasmi sull'Orient Express              | 30 ottobre 1986   | 1987            |
| 40 | The Princess and the Troll        | La principessa e il troll                 | 31 ottobre 1986   | 1987            |
| 41 | Second Chance                     | Seconda Chance                            | 3 novembre 1986   | 1987            |
| 42 | Tracy Come Back                   | Torna a casa Grunt!                       | 4 novembre 1986   | 1987            |
| 43 | Doggone Werewolf                  | Attenzione ai lupi mannari                | 5 novembre 1986   | 1987            |
| 44 | That's No Alien                   | Macché alieno!                            | 6 novembre 1986   | 1987            |
| 45 | Scareplane                        | L'aereo della paura                       | 7 novembre 1986   | 1987            |
| 46 | The Ghost of Don Quixote          | Il fantasma di Don Chisciotte             | 10 novembre 1986  | 1987            |
| 47 | The White Whale                   | La balena bianca                          | 11 novembre 1986  | 1987            |
| 48 | Country Cousin                    | Country Goblin                            | 12 novembre 1986  | 1987            |
| 49 | Knight of Terror                  | Il cavaliere del terrore                  | 13 novembre 1986  | 1987            |
| 50 | The Girl Who Cried Vampire        | La ragazza che gridava al vampiro         | 14 novembre 1986  | 1987            |
| 51 | Little Big Bat                    | Piccolo grande pipistrello                | 17 novembre 1986  | 1987            |
| 52 | Really Roughing It                | Un tranquillo week-end di paura           | 18 novembre 1986  | 1987            |
| 53 | The Bad Old Days                  | I brutti tempi andati                     | 19 novembre 1986  | 1987            |
| 54 | The Curse of the Diamond of Gloom | La maledizione del diamante delle tenebre | 20 novembre 1986  | 1987            |
| 55 | The Bind That Ties                | Una bella seccatura                       | 21 novembre 1986  | 1987            |
| 56 | Like Father, Like Son             | Tale padre, tale figlio                   | 24 novembre 1986  | 1987            |
| 57 | The Fourth Ghostbuster            | Il quarto acchiappafantasmi               | 25 novembre 1986  | 1987            |
| 58 | Whither Why                       | Dove, perché                              | 26 novembre 1986  | 1987            |
| 59 | Cold Winter's Night               | Una fredda notte d'inverno                | 27 novembre 1986  | 1987            |
| 60 | Father Knows Beast                | Aiuto, papà!                              | 28 novembre 1986  | 1987            |
| 61 | Back to the Past                  | Ritorno al passato                        | 1º dicembre 1986  | 1987            |
| 62 | Pretend Friends                   | L'amico immaginario                       | 2 dicembre 1986   | 1987            |
| 63 | The Haunted Painting              | Lo spettro nel quadro                     | 3 dicembre 1986   | 1987            |
| 64 | Maze Caves                        | Un labirinto di caverne                   | 4 dicembre 1986   | 1987            |
| 65 | The Way You Are                   | Così come sei                             | 5 dicembre 1986   | 1987            |

## Merchandising
- Action-figures: Sono state prodotte action-figures dalla Schaper Toys, uscite sul mercato di pari passo con la comparsa dei personaggi nella serie; erano perfettamente uguali ai loro originali di cartone e ogni confezione includeva anche un piccolo fumetto, che era il riassunto delle prime cinque puntate del cartone. Le action-figures includevano Jack, Eddie, Grunt, Futura, Jessica, Belfry, Ghigno, Malefix, Vishid, Scuotiossa, Mysteria, Fandonia e Fangster. Jack aveva come accessori uno zaino rimovibile e uno smaterializzatore. Eddie aveva lo zaino rimovibile e la Spettro-Corda. Grunt aveva il suo zaino rimovibile e la Fanta-Gommina. Dovuto alle loro dimensioni ridotte, Belfry e Ghigno venivano messi insieme in un'unica confezione, e potevano essere messi sulle spalle di Grunt o Fangster. Malefix aveva un mantello rimovibile. C'erano anche il Ghost Command cioè il quartier generale dei Ghostbusters e le riproduzioni dei veicoli come la Fanta-Buggy o lo Scooter da Viaggio di Futura, ma anche il trono di ossa di Malefix. In Italia sono state distribuite dalla GIG.

- Album di figurine adesive: Pubblicato in Italia dalla Panini a fine anni ottanta, nella pagina centrale era riprodotta la Fortezza di Malefix dove si attaccavano degli sticker rimovibili a proprio piacimento. una bustina costava 100 lire.

- Fumetto: In concomitanza della prima messa in onda in Italia, apparso per la prima volta sul settimanale: "Più e il suo gioco", edito dalla Domus di Milano, non veniva tratto da alcuni fotogrammi dalla tv, ma  veniva disegnato a mano in modo cartaceo.